# NB-10 Sloga
NB-10 Sloga (Naoružani brod-10 — Вооружённый корабль-10 «Слога») — патрульный корабль партизанских военно-морских сил Югославии. Изначально служил в качестве грузового корабля, в сентябре 1943 года захвачен партизанами. 8 января 1944 был захвачен немецкими войсками, атаковавшими с десантных кораблей I-72, I-73 и I-106, вместе с катером PČ-66. Серьёзного сопротивления экипаж не сумел оказать. В сентябре 1944 года NB-10 был взорван после бегства немецких войск с острова Корчула.